# Más allá del horizonte
Más allá del horizonte (no Brasil, Além do Horizonte) é uma telenovela argentina produzida por Omar Romay para o Canal 9 e exibida entre 3 de janeiro de 1994 e 4 de novembro de 1994, em 200 capítulos, e transmitida em horário nobre, onde não era comum a transmissão de telenovelas. Foi escrita por Guillermo Glanc, Juan Marin e María Victoria Menis, com direção de Jorge Montero e Victor Pfleger, sendo uma co-produção com o grupo italiano Berluscone.
Protagonizada por Grecia Colmenares e Osvaldo Laport, a trama fez um grande sucesso, o que motivou sua exibição em outros países, como Grécia, Espanha, Bolívia, Costa Rica, Nicarágua, Paraguai, Peru, Venezuela, Guatemala, Alemanha e Brasil, sendo transmitida pela Rede Manchete.

## Enredo
Dividida em duas fases, Más allá del horizonte retrata a saga de uma família na época da Colonização das Américas por três gerações. Maria (Grécia Colmenares), uma órfã que é adotada pelo pai de Vitória (Viviana Saccone). O problema é que as duas jovens se apaixonam por Enrique (Osvaldo Laport), que se casa com Maria e tem dois filhos. Antes, ele tem um envolvimento com Vitória, a quem também engravida.

## Elenco

### Primeira fase
- Juan Bonangelo - Ethan Wayne
- Amalia Bonangelo - Amanda Sandrelli
- Encarnación - Cecilia Maresca
- Manuel Olazábal - Roberto Ibáñez
- María (Bonangelo) Olazábal - Grecia Colmenares
- Asunción Olazábal - Luisa Kuliok
- Margarita - Verónica Ruano
- Victoria Olazábal - Viviana Saccone
- Enrique Muñiz - Osvaldo Laport
- Gonzalo Lynch - Gerardo Romano
- Federico Lynch - Alfredo Iglesias
- Adalberto Gutiérrez - Norberto Díaz
- Juliana - Noemí Morelli
- Cabo Jiménez - Juan Martín del Valle
- Shanqué - Juan Vitali
- Virgilio - Julio Di Palma
- Médico - Julio Riccardi
- Dolores - Karina Buzeki
- Eulogia - Vilma Mega
- Martina - Gabriela Salas
- Indio - Juan Palomino

### Segunda fase
- Victoria Olazábal - Patricia Palmer
- Enrique Muñiz - Antonio Grimau
- María (Bonangelo) Olazábal - Marta González
- Catriel - Osvaldo Laport
- Milagros - Grecia Colmenares
- Augusto Montillo - Clayton Norcross
- Gonzalo Lynch - Víctor Hugo Vieyra
- Mariano Jiménez - Juan Martín del Valle
- Camila Olazábal - Viviana Saccone
- Lucía Lynch - Verónica Ruano
- Margarita - Nilda Raggi
- Cinthia - Viviana Sáez
- Braulio - Luis Longhi(actor)
- Juana - Ana María Giunta
- Miguel - Esteban Massari
- Cañete - Juan Carlos Galván
- Aníbal - Eugenio Marinelli
- Juancito - Guillermo Santa Cruz
- Rosso - Gabriel Rovito
- Santiago - Walter Ferreyra Ramos
- Pablo - Pablo Britcha
- Inti - Pedro Segni
- Capitán Rodríguez - Martín Coria
- Lilén - Adriana Ferrer
- Amancio Vega - Osvaldo Guidi

### Em ambas as fases
- Rosaura - Virginia Lago
- Benito - Hugo Castro
- Dominga - Esther Chávez

## Exibição no Brasil
A trama estreou no Brasil em 19 de junho de 1995 na Rede Manchete, em dois horários, sendo o segundo (às 18h50) no lugar da inédita Tocaia Grande, que teve atraso em sua produção. Além do Horizonte fez o sucesso esperado apenas na região Sudeste e cidades do interior do Brasil. Registrando traço absoluto em São Paulo, a trama foi retirada do ar em 28 de novembro de 1995, através de comunicado transmitido na programação da emissora. Entre outros motivos, o fim foi provocado pelas reclamações de "cenas fortes" por parte do público e o investimento em novelas nacionais. Até então, 140 capítulos foram exibidos e outros 60 iriam ser condensados, quando foi decidido encerrar a trama sem o último capítulo. Em seu lugar, passaram a exibir seriados. No entanto, após reclamações de telespectadores de outras regiões do país, a novela voltou a ser transmitida em seu horário normal. Na filial de Brasília, os telefones chegaram a ficar congestionados de ligações. Seu último capítulo foi ao ar em 29 de dezembro de 1995.